# Броштяны
Броштяны (Броштень) (укр. Броштяни, рум. Broșteni) — село Рыбницкого района непризнанной Приднестровской Молдавской Республики на притоке Днестра – р. Рыбница.
Один из самых отдаленных населенных пунктов Рыбницкого района. Расположено в 23 км от районного центра г. Рыбница и 102 км от Кишинёва.
Межгосударственный пункт пропуска. Расположен на трассе Рыбница (ПМР) — Слободка (Украина), которая связывает Приднестровье с одной из крупнейших автомагистралей Одесса — Киев — Санкт-Петербург.